# Le Tampon
Le Tampon,  es una comuna francesa situada en el departamento de Reunión, de la región de Reunión. 
El gentilicio francés de sus habitantes es Tamponnais.

## Situación
La comuna está situada en el centro-sur de la isla de Reunión.

## Demografía
| Gráfica de evolución demográfica de Le Tampon entre 1961 y 2013 |
|                                                                 |

Fuente: Insee

## Comunas limítrofes
| Noroeste: Saint-Benoît | Norte: La Plaine-des-Palmistes | Noreste: Sainte-Rose  |
| Oeste: Entre-Deux      |                                | Este: Saint-Joseph    |
| Suroeste: Saint-Pierre | Sur: Saint-Pierre              | Sureste: Saint-Pierre |